# تپه حسن‌آباد
تپه حسن‌آباد مربوط به هزاره ۴ قبل از میلاد است و در شهرستان پاسارگاد، بخش مرکزی، دهستان کمین، ۵۰ متری غرب روستای حسن‌آباد واقع شده و این اثر در تاریخ ۲۶ اسفند ۱۳۸۶ با شمارهٔ ثبت ۲۱۹۳۴ به‌عنوان یکی از آثار ملی ایران به ثبت رسیده است.